# 二口峡谷

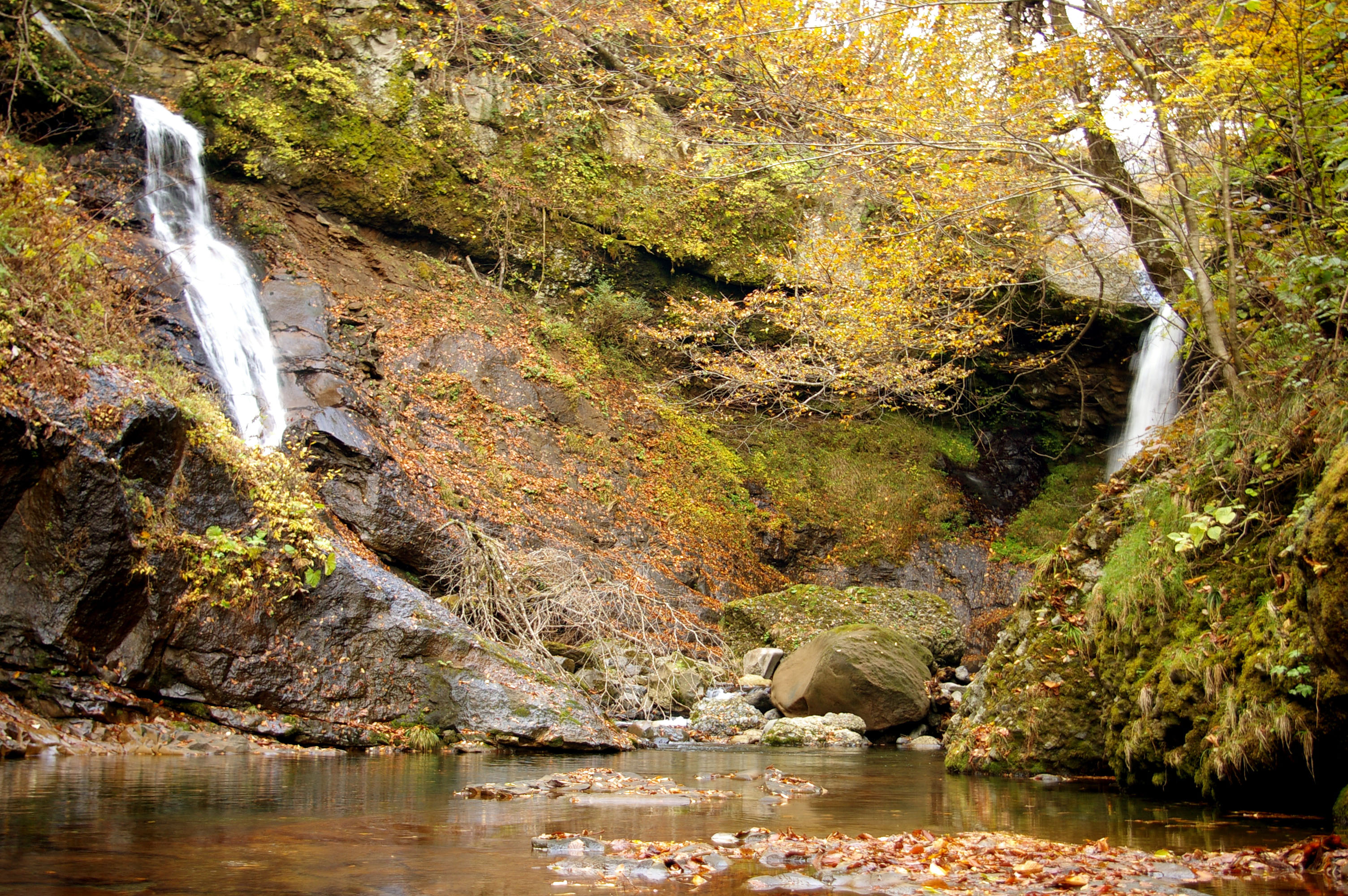
姉滝（右）と妹滝（左）

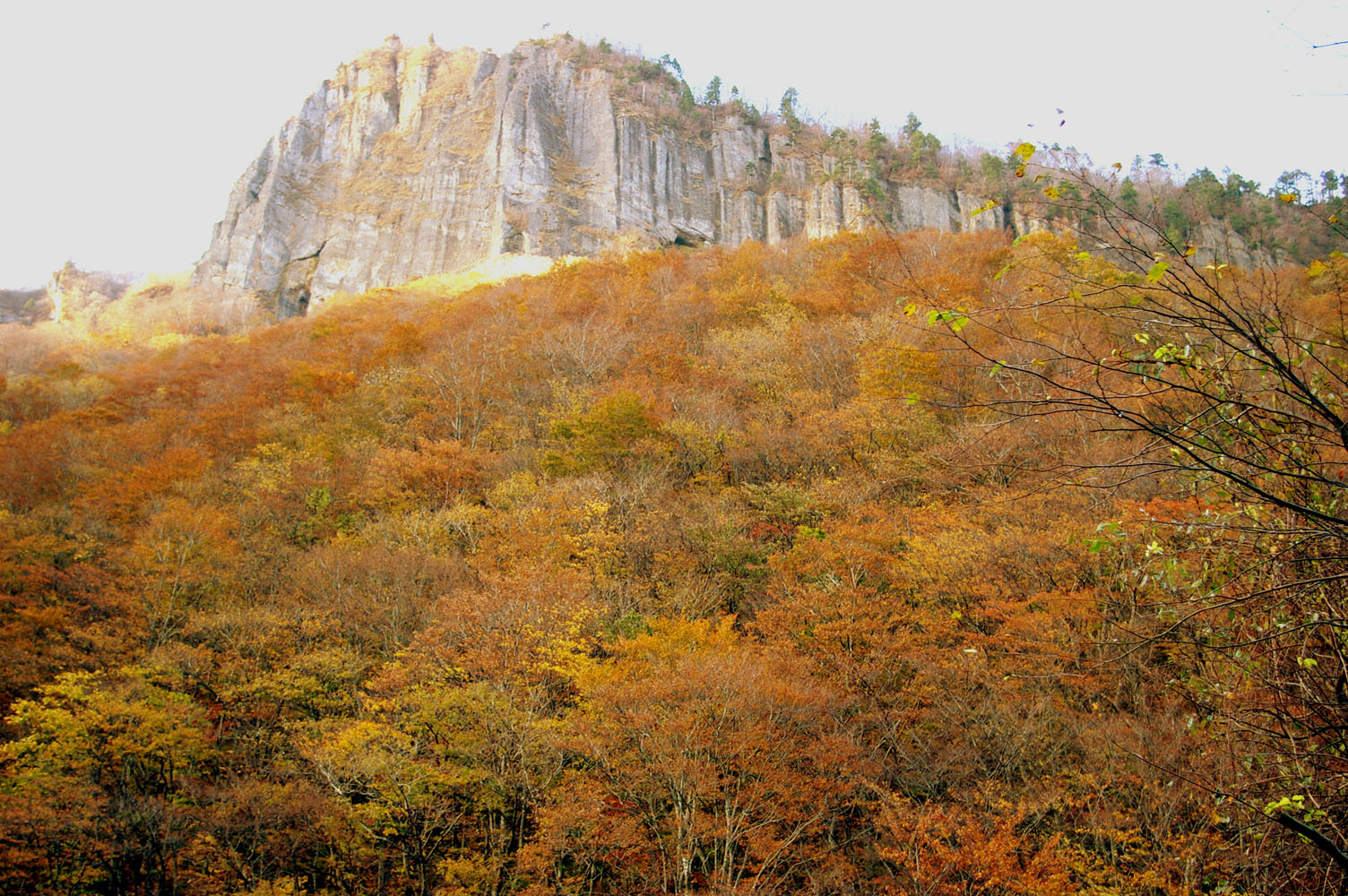
夕刻の磐司岩

二口峡谷（ふたくちきょうこく）は、宮城県仙台市の西部、名取川上流に広がる峡谷。全長8キロメートルで、上流部は蔵王国定公園、中流-下流は県立自然公園二口峡谷に属する。また、大東岳などの登山口にもなっている。下流には秋保温泉がある。仙台近郊の自然景勝地として親しまれ、二口峠を越えると山形市の山寺に到着する。
見所としては、日本の滝100選の秋保大滝、巨大な岩壁である磐司などが知られる。

## 秋保大滝
国の名勝にも指定されている名瀑。日本の滝100選。

## 姉滝・妹滝
峡谷の中間にある滝。

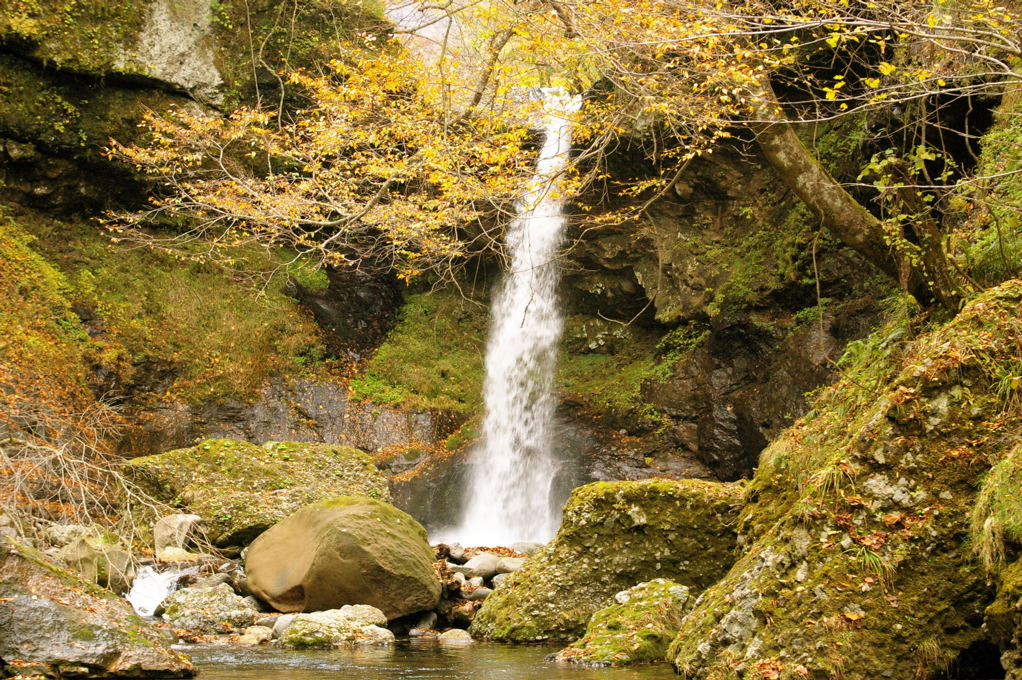
姉滝

かつて姉滝は穴滝と呼ばれ、滝壺に洞穴状の穴が空いており、そこに流れ込む姿が珍しかったため、1934年に国の天然記念物に指定された。しかし、1946年（昭和21年）に岩盤が崩落し、現在はごくごく普通の直瀑となっている。

## 磐司
名取川の源流にあり、磐司岩（ばんじいわ）として知られる巨大な凝灰岩の岩壁で、国の名勝に指定されている（「磐司」）。糸岳の斜面が浸食されたもので、高さ150メートル、長さ3キロメートルにも及び、垂直構造になっている。場所によって表磐司、裏磐司などという名前が付けられている。一帯は蔵王国定公園に属する。
また、珍しい植生が多く見られ、イワキンバイ、シコタンソウなどが確認される。紅葉の季節は特に、岩肌の白と山の紅のコントラストが美しい。
なお、磐司という地名の由来は、マタギの祖とも謳われる磐司磐次郎、磐司磐三郎兄弟がこの岩壁辺りを拠点にしていたことに因むという。